# Isophya kraussii
Isophya kraussii är en insektsart som beskrevs av Brunner von Wattenwyl 1878. Isophya kraussii ingår i släktet Isophya och familjen vårtbitare. Inga underarter finns listade i Catalogue of Life.